# Щербак, Олег Николаевич
Оле́г Никола́евич Щерба́к (род. 12 апреля 1950) — российский дипломат. Чрезвычайный и полномочный посол (2009).

## Биография
Окончил МГИМО (1972). На дипломатической работе с 1972 года.
- В 1972—1976 годах — дежурный референт, переводчик Посольства СССР в Танзании.
- В 1977—1984 годах — третий, второй секретарь Третьего африканского отдела МИД СССР.
- В 1984—1990 годах — первый секретарь Посольства СССР в Кении.
- В 1990—1992 годах — советник, заведующий отделом Управления стран Африки МИД СССР (с 1991 — России).
- В 1993—1998 годах — советник, старший советник Постоянного представительства России при ООН в Нью-Йорке.
- В 1999—2001 годах — заместитель директора Департамента Африки МИД России.
- С 24 июля 2001 по 14 сентября 2007 года — чрезвычайный и полномочный посол Российской Федерации в Зимбабве[1][2].
- С 19 октября 2001 по 14 сентября 2007 года — чрезвычайный и полномочный посол Российской Федерации в Малави по совместительству[2][3].
- В 2007—2008 годах — заместитель директора Департамента Африки МИД России.
- С 10 сентября 2008 по 2010 год — директор Департамента безопасности МИД России.
- С 17 ноября 2010 по 3 августа 2018 года — чрезвычайный и полномочный посол Российской Федерации в Македонии[4][5]. Верительные грамоты вручил 28 января 2011 года.

## Семья
Женат, имеет дочь и сына.

## Награды
- Орден Почёта (29 октября 2010) — За большой вклад в реализацию внешнеполитического курса Российской Федерации и многолетнюю добросовестную работу, заслуги в научно-педагогической деятельности и подготовке высококвалифицированных кадров[6].
- Орден Дружбы (24 января 2018) — За большой вклад в реализацию внешнеполитического курса Российской Федерации[7].

## Дипломатический ранг
- Чрезвычайный и полномочный посланник 1 класса (6 мая 2004)[8]
- Чрезвычайный и полномочный посол (1 июня 2009)[9].